# 大石裕
大石 裕（おおいし ゆたか、1956年1月20日 - ）は、日本の社会学者。専門はマスコミュニケーション論、政治社会学。慶應義塾大学名誉教授。十文字学園女子大学特別招聘教授。東海大学文化社会学部特任教授。
NHK大河ドラマなどで時代考証を担当している東京学芸大学名誉教授の大石学は実兄。

## 経歴
1979年慶應義塾大学法学部政治学科卒業（新聞研究所、現メディアコミュニケーション研究所修了）、1985年慶應義塾大学大学院法学研究科博士課程修了。電気通信政策総合研究所（現・マルチメディア振興センター）、関西大学社会学部助教授を経て慶應義塾大学法学部教授となる。同メディアコミュニケーション研究所所長、同法学部長、同常任理事を歴任。
ＢＰＯ(放送倫理番組向上機構）「放送倫理検証委員会」委員、ヤフー・ニュース「ニュースメディア運営に関する有識者会議」委員、日本新聞協会「地域貢献大賞」審査委員、ＣＳ日本テレビ番組審議会委員長、日本アカデメイア幹事。

## 著書

### 単著
- 『地域情報化――理論と政策』（世界思想社、1992年）
- 『政治コミュニケーション――理論と分析』（勁草書房、1998年）
- 『ジャーナリズムとメディア言説』（勁草書房、2005年）
- 『メディアの中の政治』（勁草書房、2014年）
- 『批判する/批判されるジャーナリズム』（慶應義塾大学出版会、2017年）
- 『国家・メディア・コミュニティ』（慶應義塾大学法学研究会、2022年）
- 『コミュニケーション研究――社会の中のメディア』（慶應義塾大学出版会、初版、1998年/第2版、2006年/第3版、2011年/第4版、2016年/第5版、2022年）

【編著書】
- 『ジャーナリズムと権力』世界思想社、2006年
- 『戦後日本のメディアと市民社会―「大きな物語」の変容』ミネルヴァ書房、2012年
- 『デジタルメディアと日本社会』学文社、2013年

【共編著書】
- 大石裕・山本信人編著『メディア・ナショナリズムのゆくえ―「日中摩擦」を検証する』　朝日新聞社（選書）、2006年
- 大石裕・山本信人編著『イメージの中の日本―ソフト・パワー再考』慶應義塾大学出版会,、2008年
- 大石裕・山腰修三・中村美子・田中孝宜編著『メディアの公共性』慶應義塾大学出版会、2016年

【共著書（分担執筆を含む】
- 「政治コミュニケーション論の視座転換―多次元的権力観の導入」東京大学社会情報研究所編『社会情報と情報環境』東京大学出版会、1994年
- 地域情報システムの変容(3)地域住民の情報行動東京大学社会情報研究所編『情報行動と地域情報システム』 東京大学出版会、1996年
- 「「情報化と地域社会」をめぐる諸概念」、「日本社会の近代化と情報化―国家・地域間関係を中心に 」『情報化と地域社会』福村出版、1996年
- 都市と情報」 藤田弘夫・吉原直樹編著『都市社会学』有斐閣、1999年
- 「ニュースの機能と受容のメカニズム」、「印刷メディア」、「ニュースの政治学」『現代ニュース論』有斐閣、2000年
- 「拡大する「政治」と社会運動論――「文化」のインパクトを中心に」野宮大志郎編著 『社会運動と文化』ミネルヴァ書房、2002年
- 「チッソ安定賃金闘争」をめぐるメディア言説」小林直毅編著『「水俣」の言説と表象』藤原書店、2007年
- 「権力とジャーナリズム」浜田純一ほか編著『新聞学（新訂）』日本評論社、2009年
- 大石裕・池上彰・片山杜秀・駒村圭吾・山腰修三『ジャーナリズムは甦るか』慶應義塾大学出版会、2015年
- 「ニュース研究の基礎概念」、「グローバル化とニュースの国際的な流れ」、山腰修三編著『入門　メディア・コミュニケーション』慶應義塾大学出版会、2017年

### 訳書
- H・J・ウィーアルダ編『比較政治学の新動向』（共訳）（東信堂、1988年）
- フランシス・J・ベリガン編『アクセス論――その歴史的発生の背景』（共訳）（慶應通信、1991年）
- マックスウェル・マコームズ、エドナ・アインセィデル、デービッド・ウィーバー『ニュース・メディアと世論』（関西大学出版部、1994年）
- G.E.ラング、K.ラング『政治とテレビ』(共訳）（松籟社、1996年）
- D.マクウェール『マス・コミュニケーション研究』（監訳）（慶應義塾大学出版会、2010年）